# Castor fiber galliae
Sous-espèce
Castor fiber galliae est une sous-espèce du Castor européen (Castor fiber), traditionnellement présente dans la région du Rhône. L'état de conservation actuel de la sous-espèce est incertain.

## Systématique
La sous-espèce Castor fiber galliae a été initialement décrite en 1803 par le naturaliste français Étienne Geoffroy Saint-Hilaire (1772-1844) sous le protonyme de Castor galliae.